# Gnosall
Gnosall es una parroquia civil y un pueblo del distrito de Stafford, en el condado de Staffordshire (Inglaterra).

## Geografía
Según la Oficina Nacional de Estadística británica, Gnosall tiene una superficie de 37,77 km².

## Demografía
Según el censo de 2001, Gnosall tenía 4877 habitantes (49,83% varones, 50,17% mujeres) y una densidad de población de 129,12 hab/km². El 19,77% eran menores de 16 años, el 73,06% tenían entre 16 y 74, y el 7,18% eran mayores de 74. La media de edad era de 40,42 años. Del total de habitantes con 16 o más años, el 21,08% estaban solteros, el 64,99% casados, y el 13,93% divorciados o viudos.
Según su grupo étnico, el 99,38% de los habitantes eran blancos, el 0,29% mestizos, el 0,21% asiáticos, el 0,06% negros, y el 0,06% de cualquier otro salvo chinos. La mayor parte (97,4%) eran originarios del Reino Unido. El resto de países europeos englobaban al 1,13% de la población, mientras que el 1,48% había nacido en cualquier otro lugar. El cristianismo era profesado por el 82,53%, el budismo por el 0,08%, el hinduismo por el 0,18%, el judaísmo por el 0,06%, el islam por el 0,21%, y cualquier otra religión, salvo el sijismo, por el 0,12%. El 10,7% no eran religiosos y el 6,11% no marcaron ninguna opción en el censo.
Había 1975 hogares con residentes, 50 vacíos, y 3 eran alojamientos vacacionales o segundas residencias.